# Wallows
 (octobre 2020).
Wallows est un groupe de rock alternatif américain originaire de Los Angeles (Californie) fondé en 2017 par Dylan Minnette, Cole Preston et Braeden Lemasters
A l'instar d'anciens boys-band comme les Rolling Stones ou plus récemment les One Direction, le répertoire du groupe mélange plusieurs genres musicaux qui partent du rock alternatif au power pop mâtiné de « musique des années 80 » selon Dylan Minnette,.
Avant de se nommer Wallows, le groupe s'est appelé The Feaver, puis The Narwhals. Ce n'est qu'à la suite d'une bataille du concours de groupes (2010), parrainé par 98,7 FM et a joué au Vans Warped Tour 2011 que le groupe appelé alors The Narwhals a changé pour Wallows. Le groupe a augmenté sa popularité à la suite de la série 13 Reasons Why dont Minnette était le personnage principal.
Le groupe a depuis collaboré avec de nombreux artistes dont Clairo et The Regrettes.

## Biographie
Les trois membres du groupe — Braeden Lemasters (guitare et voix), Cole Preston (batterie) et Dylan Minnette (guitare et voix) — forment d'abord un groupe musical étant jeunes dans un programme musical en Californie du Sud appelé « Join the Band ». Au cours de la décennie suivante, les trois musiciens jouent ensemble sous des noms différents. Ils participent également au Warped Tour en 2011.
En avril 2017, le groupe publie son premier single sous le nom de groupe Wallows, Pleaser (auparavant un premier EP est sorti en 2014, le groupe se produit alors sous le nom de The Narwhals, on y retrouve le titre I'm Full). La chanson atteint finalement le numéro 2 des charts Spotify Global Viral 50 et le numéro 1 de la liste de lecture de KROQ. En mai 2017, Wallows publie un deuxième single, intitulé Sun Tan, et commence à se produire en concert dans la région de Los Angeles, en remplissant The Roxy et le Troubadour. Leur troisième single, Uncomfortable, sort en septembre 2017.
En 2018, le groupe signe avec la maison de disque « Atlantic Records » et dévoile son 1er single avec le label, intitulé Pictures Of Girls qui est également un extrait de leur premier EP, intitulé Spring, qui sort en avril 2018.
En 2019, ils annoncent trois nouveaux singles nommés Are You Bored Yet? avec la chanteuse américaine Clairo, Scrawny et Sidelines qui sont tous les trois les lead singles de leur premier album Nothing Happens qui sort le 22 mars 2019. Ils annoncent également une tournée mondiale à l’occasion de la sortie de leur premier album, qui passe notamment en France.
Le 23 octobre 2020, le groupe dévoile son 3e EP, Remote avec notamment les singles Nobody Gets Me (Like You), Virtual Aerobics ou encore OK. Début de l'année suivante, Dylan Minnette et Cole Preston confirment au magazine Dork qu'un second album est en préparation depuis le début de la pandémie de coronavirus, et que sa sortie est prévue pour l'automne 2021.
Le 25 mars 2022, le groupe publie leur deuxième album chez Atlantic Records, Tell Me That It's Over, avec les singles I Don't Want To Talk, At The End Of The Day et Especially You. Le groupe part ensuite pour une tournée en 2022 et 2023, intitulé Tell Me That It's Over Tour.
Le 16 février 2024, le groupe publie le single Your Apartment, suivi de Calling After Me, Bad Dream et A Warning, présent dans leur nouvel album, Model, publié le 24 mai 2024.
Le 11 mars 2024, le groupe annonce une tournée mondiale qui suit la sortie de leur album en mai. Ils passent notamment au Zénith de Paris, le 5 octobre 2024.
Le 6 février 2025, le groupe annonce la sortie de leur troisième EP, More, pour le 28 mars 2025.

## Membres

### Wallows
- Dylan Minnette : chant, guitare électrique, clavier, basse (depuis 2017)
- Braeden Lemasters : chant, guitare électrique, basse (depuis 2017)
- Cole Preston : batterie, guitare, clavier, piano, chœurs (depuis 2017)

### Musiciens de tournées
- Blake Morell : basse
- Kevin Grimett : guitare
- Danny Ferenbach : clavier, trompette

## Discographie

### Singles

#### Sous le nom deThe Feaver
- 2011 : 27, Bleeding Man, Kids on the streets

#### Sous le nom deThe Narhwals
- 2014 : Surf, surf don't drown, You're Good, Growing Old, Lilla Be Mine, All the Places

#### Sous le nom deWallows
- 2017 : Pleaser, Sun Tan[11],Uncomfortable, Pulling Leaves Off Trees
- 2018 : Pictures Of Girls[12],[13],These Days[14],[15], Underneath The Streetlights In The Winter Outside Your House, 1980's Horror Film[16],[17], Drunk On Halloween
- 2019 : Are You Bored Yet? (featuring Clairo)[18],[19],[20],Scrawny[21],[22],Sidelines, Trust Fall / Just Like A Movie
- 2020 : OK[23],[24], Nobody Gets Me (Like You)[25],Virtual Aerobics, Wish Me Luck, Talk Like That, Coastlines, Dig What You Dug
- 2021 : Quarterback, Don't Want to Talk
- 2022 : Especially You, At the End of the Day, WISH ME LUCK
- 2024 : Your Apartment[5], Calling After Me[6], Bad Dream[7], A Warning[8], You (Show Me Where My Days Went)
- 2025 : Your New Favorite Song, Coffin Change

### Utilisations dans des films/séries
- 2014 :  Surf, Surf  Don't Drown sous le nom The Narhwals dans le film Alexandre et sa journée épouvantablement terrible et affreuse de Miguel Arteta
- 2022 :  I Don't Want to Talk dans la série Miss Marvel

## Tournées
- Nothing Happens Tour (2019-2020)
- Tell Me That It's Over Tour (2022-2023)[4]
- Model World Tour (2024-2025)

## Distinctions

### Nominations
- 2021 : MTV Video Music Award : meilleure performance sur scène pour Are You Bored Yet?[26]
- 2021 : iHeartRadio Music Award : meilleur nouveau artiste rock/alternatif[27]